# Mimotesthus atricornis
Mimotesthus atricornis là một loài bọ cánh cứng trong họ Cerambycidae.